# Coalition for Better Ads
Coalition for Better Ads ist der Name einer Organisation, deren Ziel die Erstellung von Standards für den Einsatz von Werbemitteln bei Internetwerbung ist. In dem Zusammenschluss sind eine Vielzahl von Internetkonzernen und Fachverbänden der Werbewirtschaft vertreten.
Die Organisation erlangte im Februar 2018 Bedeutung, da Google seinen Webbrowser Chrome mit einem Werbeblocker ausstattete. Der neue Filter ist standardmäßig eingeschaltet und filtert Werbung, die den Richtlinien der Coalition for Better Ads widerspricht, heraus. Dabei handelt es sich um besonders nervende Werbeformate, die auf etwa 1 Prozent der Websites vorhanden sind.

## Geschichte
Die Organisation wurde im September 2016 gegründet. Zu den Gründungsmitgliedern zählt u. a. die Network Advertising Initiative. Inzwischen haben sich viele Internetkonzerne und Branchenverbände angeschlossen. Zu den Mitglieder zählen u. a. der Axel-Springer-Verlag, der Bundesverband Digitale Wirtschaft, criteo, Facebook, Google, Microsoft, The Washington Post und Reuters.